# Pohár národů IFA7 2019
Pohár národů IFA7 2019 byl 2. ročníkem Poháru národů IFA7 a konal se v Mexiku ve městě Ciudad de México v období od 16. do 20. října 2019. Účastnilo se ho 6 týmů, které byly rozděleny do dvou skupin po třech. Hrálo se systémem každý s každým a každý tým odehrál ještě jeden zápas s týmem z protější skupiny. Ze skupiny pak postoupil do semifinále první a druhý celek. Vyřazovací fáze zahrnovala 4 zápasy. Ve finále zvítězili reprezentanti Brazílie, kteří porazili výběr Mexika 2:1.

## Stadion
Mistrovství se odehrálo na jednom stadionu v jednom hostitelském městě: Ciudad de México Deportivo Magdalena Mixhuca (Ciudad de México).
| Ciudad de México                |
| ------------------------------- |
| Deportivo Magdalena Mixhuca     |
| Kapacita: 1000 Ciudad de México |

## Skupinová fáze
| Tým postupuje do semifinále     |
| Vítěz zápasu je tučně zvýrazněn |

Čas každého zápasu je uveden v lokálním čase.

#### Skupina A
| Tým      | Z | V | R | P | VG | IG | +/− | B |
| -------- | - | - | - | - | -- | -- | --- | - |
| Brazílie | 3 | 3 | 0 | 0 | 11 | 3  | +8  | 9 |
| Mexiko   | 3 | 2 | 0 | 1 | 13 | 6  | +7  | 6 |
| Peru     | 3 | 0 | 0 | 3 | 4  | 12 | −8  | 0 |

| 16. října 2019 20:00 |       |      |                                               |
| Brazílie             | 4 : 1 | Peru | Deportivo Magdalena Mixhuca, Ciudad de México |
|                      |       |      | Deportivo Magdalena Mixhuca, Ciudad de México |

| 17. října 2019 22:00 |       |      |                                               |
| Mexiko               | 5 : 3 | Peru | Deportivo Magdalena Mixhuca, Ciudad de México |
|                      |       |      | Deportivo Magdalena Mixhuca, Ciudad de México |

| 18. října 2019 22:00 |       |        |                                               |
| Brazílie             | 2 : 1 | Mexiko | Deportivo Magdalena Mixhuca, Ciudad de México |
|                      |       |        | Deportivo Magdalena Mixhuca, Ciudad de México |

#### Skupina B
| Tým       | Z | V | R | P | VG | IG | +/− | B |
| --------- | - | - | - | - | -- | -- | --- | - |
| Kostarika | 3 | 2 | 0 | 1 | 9  | 4  | +5  | 6 |
| Francie   | 3 | 1 | 0 | 2 | 10 | 15 | −5  | 3 |
| Kanada    | 3 | 1 | 0 | 2 | 6  | 13 | −7  | 3 |

| 16. října 2019 18:00 |       |           |                                               |
| Kanada               | 2 : 1 | Kostarika | Deportivo Magdalena Mixhuca, Ciudad de México |
|                      |       |           | Deportivo Magdalena Mixhuca, Ciudad de México |

| 17. října 2019 18:00 |       |           |                                               |
| Francie              | 2 : 5 | Kostarika | Deportivo Magdalena Mixhuca, Ciudad de México |
|                      |       |           | Deportivo Magdalena Mixhuca, Ciudad de México |

| 18. října 2019 20:00 |       |        |                                               |
| Francie              | 7 : 3 | Kanada | Deportivo Magdalena Mixhuca, Ciudad de México |
|                      |       |        | Deportivo Magdalena Mixhuca, Ciudad de México |

## Zápasy o postup do semifinále
| 16. října 2019 22:00 |       |         |                                               |
| Mexiko               | 7 : 1 | Francie | Deportivo Magdalena Mixhuca, Ciudad de México |
|                      |       |         | Deportivo Magdalena Mixhuca, Ciudad de México |

| 17. října 2019 20:00 |       |          |                                               |
| Kanada               | 1 : 5 | Brazílie | Deportivo Magdalena Mixhuca, Ciudad de México |
|                      |       |          | Deportivo Magdalena Mixhuca, Ciudad de México |

| 18. října 2019 18:00 |       |           |                                               |
| Peru                 | 0 : 3 | Kostarika | Deportivo Magdalena Mixhuca, Ciudad de México |
|                      |       |           | Deportivo Magdalena Mixhuca, Ciudad de México |

## Vyřazovací fáze
|  | Semifinále | Semifinále | Semifinále |  |  | Finále      | Finále      | Finále      |
|  |            |            |            |  |  |             |             |             |
|  |            | Brazílie   | 6          |  |  |             |             |             |
|  |            | Francie    | 3          |  |  |             |             |             |
|  |            |            |            |  |  |             | Brazílie    | 2           |
|  |            |            |            |  |  |             | Mexiko      | 1           |
|  |            | Mexiko     | 3          |  |  |             |             |             |
|  |            | Kostarika  | 2          |  |  | Třetí místo | Třetí místo | Třetí místo |
|  |            |            |            |  |  |             | Kostarika   | 3           |
|  |            |            |            |  |  |             | Francie     | 2           |

#### Semifinále
| 19. října 2019 19:40 |       |         |                                               |
| Brazílie             | 6 : 3 | Francie | Deportivo Magdalena Mixhuca, Ciudad de México |
|                      |       |         | Deportivo Magdalena Mixhuca, Ciudad de México |

| 19. října 2019 21:00 |       |           |                                               |
| Mexiko               | 3 : 2 | Kostarika | Deportivo Magdalena Mixhuca, Ciudad de México |
|                      |       |           | Deportivo Magdalena Mixhuca, Ciudad de México |

#### O 3. místo
| 20. října 2019 12:20 |       |           |                                               |
| Francie              | 2 : 3 | Kostarika | Deportivo Magdalena Mixhuca, Ciudad de México |
|                      |       |           | Deportivo Magdalena Mixhuca, Ciudad de México |

#### Finále
| 20. října 2019 14:20 |       |        |                                               |
| Brazílie             | 2 : 1 | Mexiko | Deportivo Magdalena Mixhuca, Ciudad de México |
|                      |       |        | Deportivo Magdalena Mixhuca, Ciudad de México |